# 八一吉敦暴動
八一吉敦暴動（はちいちきっとんぼうどう）は、1930年8月1日に満州で起きた、中国共産党満洲省委員会直属の撫順特別支部の朝鮮人による暴動事件である。吉敦事件や吉敦鐵道沿線地方暴動とも言う。7月31日に起きたとする資料もある。吉敦線の敦化付近に180人、蛟河付近に150人の共産朝鮮人団が襲来して、木橋二ヶ所を破壊し、電信線を切断し、掠奪を行ったとされる。
この事件によって、奉天省政府は朝鮮人の取り締まりの強化を行ったが、それに伴い兵匪や警匪による良民への横暴も増えてしまうこととなった。